# Anna Sitarska
Danuta Anna Sitarska z domu Buresz (ur. 29 czerwca 1938 w Baranowie, zm. 21 kwietnia 2023) – polska bibliotekoznawczyni i nauczycielka akademicka, doktor habilitowany nauk humanistycznych.

## Życiorys
Córka Marii i Alfreda. W 1956 ukończyła Państwowe Liceum Bibliotekarskie w Łodzi, w 1961 studia z zakresu bibliotekoznawstwa na Uniwersytecie Warszawskim, broniąc pracy magisterskiej pt. Jerzy Andrzejewski. Bibliografia podmiotowa i przedmiotowa. W latach 1961–1963 była zatrudniona jako asystent w Katedrze Bibliotekoznawstwa UW, w latach 1963–1969 jako starszy asystent, w latach 1969–1970 jako wykładowca, a w latach 1970–1972 jako adiunkt w Instytucie Bibliotekoznawstwa i Informacji Naukowej UW. W latach 1972–1974 pracowała jako kustosz w Bibliotece Narodowej (korzystała wówczas z bezpłatnego urlopu na UW). W latach 1974–1981 ponownie zatrudniona na stanowisku adiunkta w IBiN UW, przez dwa lata była p.o. dyrektora tej placówki. W latach 1981–1983 pracowała jako adiunkt w Bibliotece Uniwersyteckiej w Warszawie, w latach 1983–1985 ponownie w IBiN UW, następnie do 1987 jako starszy kustosz i kierownik Biblioteki Naukowej na Zamku Królewskim w Warszawie, a od 1987 do 1991 w Katedrze Bibliotekoznawstwa Uniwersytetu Łódzkiego. W latach 1996–2003 związana była z Uniwersytetem w Białymstoku (do 1997 była to filia UW), od 2004 z Instytutem Informacji Naukowej i Bibliotekoznawstwa na Wydziale Zarządzania i Komunikacji Społecznej na Uniwersytecie Jagiellońskim.
W 1969 uzyskała na Uniwersytecie Warszawskim stopień naukowy doktora na podstawie pracy poświęconej organizacyjnym i metodycznym problemom automatyzacji bibliografii napisanej pod kierunkiem Krystyny Remerowej. W 1990 habilitowała się na Uniwersytecie Wrocławskim na podstawie rozprawy zatytułowanej Systemowe badanie bibliotek. Studium metodologiczne. W pracy naukowej specjalizowała się w zagadnieniach bibliotekoznawstwa i informacji naukowo-technicznej.
W latach 1972–1975 była sekretarzem Zespołu Wychowawczo-Dydaktycznego Bibliotekoznawstwa przy Ministerstwie Nauki, Szkolnictwa Wyższego i Techniki.
Współautorka opracowania Jan Paweł II poza cenzurą PRL: bibliografia 1976–1989 (Wyd. Ośrodek Dokumentacji i Studium Pontyfikatu Jana Pawła II w Rzymie, 1996), autorka publikacji branżowych: Nowe formy informacji bibliograficznej (Ośrodek Dokumentacji i Informacji Naukowej PAN, Warszawa 1971), Nowe metody i techniki bibliografii (PWN, Warszawa 1971), Systemowe badanie bibliotek: studium metodologiczne (Wydawnictwo Uniwersytetu Łódzkiego, Łódź 1990).
Jej mężem był astronom Grzegorz Sitarski.

## Odznaczenia
W 2013, za wybitne zasługi w pracy naukowo-badawczej w dziedzinie bibliotekoznawstwa i informacji naukowej, za zasługi na rzecz zachowania dziedzictwa narodowego, odznaczona przez prezydenta Bronisława Komorowskiego Krzyżem Komandorskim Orderu Odrodzenia Polski.